# ZX Printer

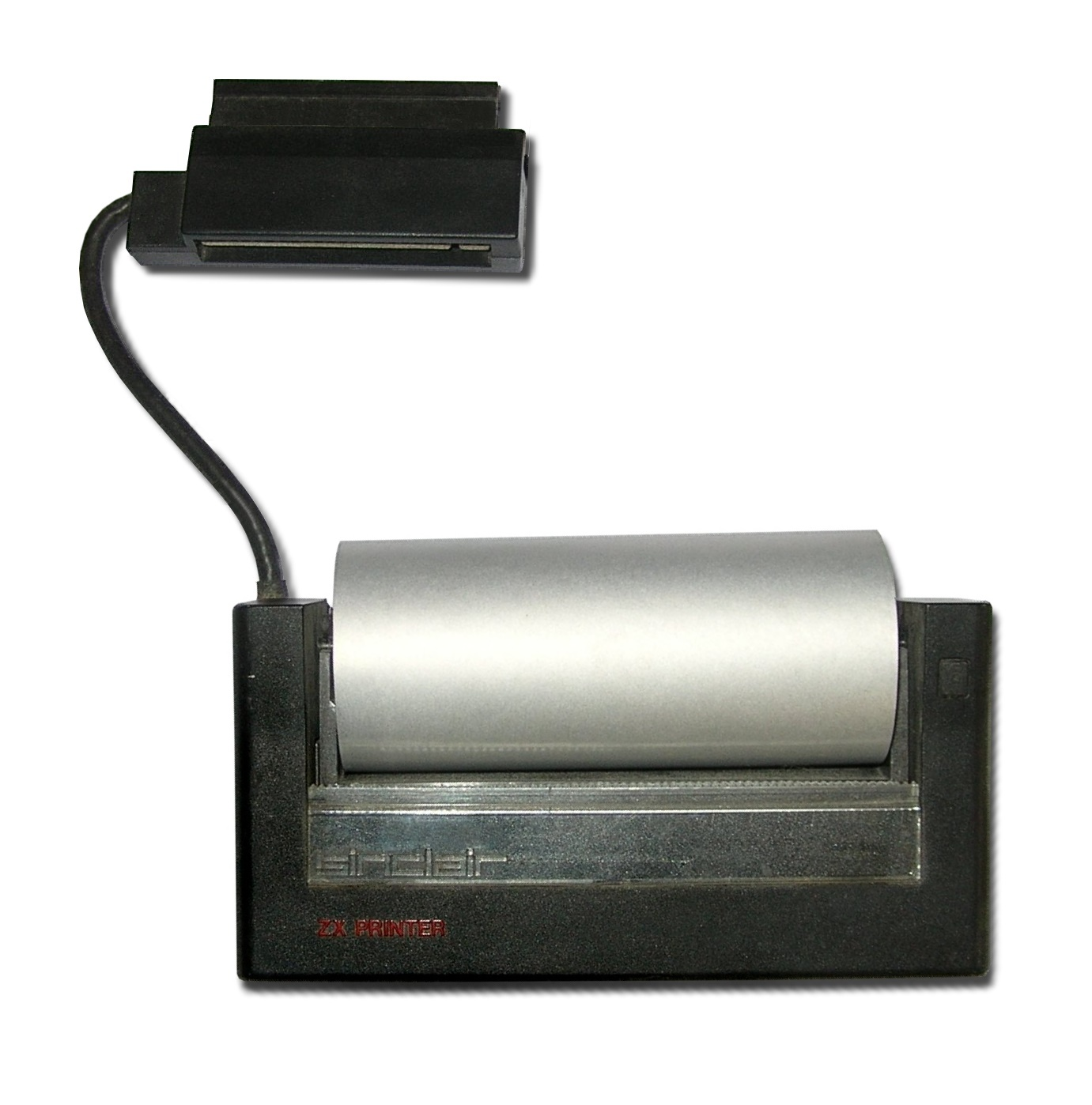
Sinclair ZX Printer.

La Sinclair ZX Printer es una impresora térmica sobre papel metalizado fabricada por Sinclair Research para su ordenador doméstico Sinclair ZX81. Fue lanzada en 1981, con un precio de venta recomendado de 49,95 libras.
La ZX Printer utiliza un rollo de papel especial de 4 pulgadas (100 mm) de ancho recubierto de aluminio, que es marcado eléctricamente durante el proceso de impresión. La resolución horizontal de la impresora es la misma que la pantalla del ZX81, 256 puntos (píxels) o 32 caracteres (utilizando los caracteres estándar). Utiliza un custom chip para gobernar el motor del cabezal de impresión y el avance del papel (es una impresora tonta sin microprocesador ni memoria RAM o ROM). La cabeza impresora tiene dos electrodos entre los que se hace pasar la corriente, por lo que equivaldría a una impresora matricial de una aguja.
La ZX Printer es también compatible con el Sinclair ZX80 (tras incorporarle la actualización de ROM a 8 Kilobytes) y con el posterior Sinclair ZX Spectrum, conectándose directamente en el conector de borde de tarjeta del bus de expansión de los equipos mediante un corto cable incorporado, que tiene un conector trasero para permitir seguir conectando periféricos. 
El inconveniente del papel es que se degrada por los aceites de la piel y el paso del tiempo, por lo que la mejor forma de preservar la impresión es fotocopiarla. Muchas de las revistas de informática de la época utilizaban este sistema para incluir los listados de programas para los ZX80/ZX81/Spectrum. Además los electrodos se van deteriorando con el uso, por lo que es difícil encontrar hoy estas impresoras plenamente operativas.

## Competencia y clones
Tuvo que competir con otras dos impresoras que utilizaba el mismo método de conexión al bus, la Seikosha GP-50S (usaba papel norma de 5 pulgadas) y la Alphacom 32 (utilizaba papel termosensible ordinario, como el de los Fax)
Timex incluyó en sus periféricos dos impresoras, la Timex Printer 2040, una ZX Printer remarcada, y la Timex TS 2040, una Alphacom 32 remarcada.
Microdigital anunció un clon de la impresora, la Microdigital TK Printer que aparece en varios de los anuncios del Microdigital TK82 (posiblemente un prototipo que nunca entró en producción, uno de los primeros casos de vaporware).